# Museum Helmantel
Museum Helmantel is een kunstmuseum in de Nederlandse plaats Westeremden. Het museum bevindt zich in een voormalige pastorie-boerderij en toont de collectie van de kunstenaar Henk Helmantel. In de collectie bevinden zich met name schilderijen van kerkinterieurs, portretten, stillevens en landschappen. Daarnaast bevat het een grote collectie archeologische en middeleeuwse voorwerpen die Helmantel voor zijn stillevens gebruikt heeft.
Het museum is een paar dagen per week geopend van mei tot en met oktober. In het complex waar het museum zich bevindt, bevindt zich ook het atelier van Henk Helmantel.

## Afbeeldingen

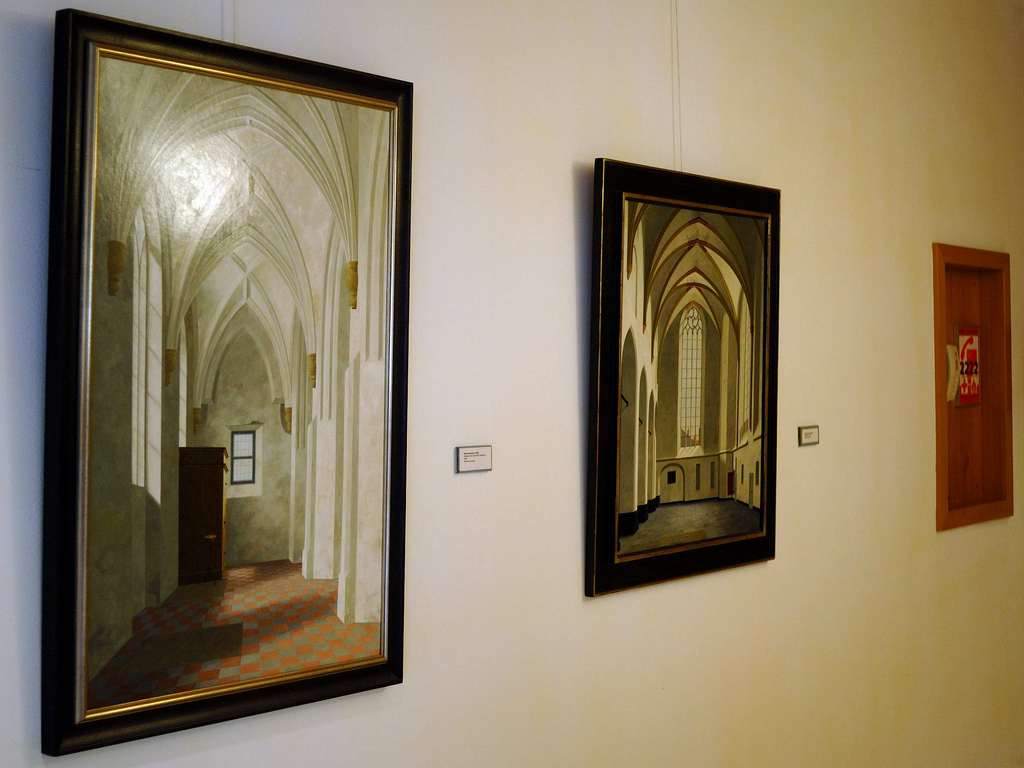
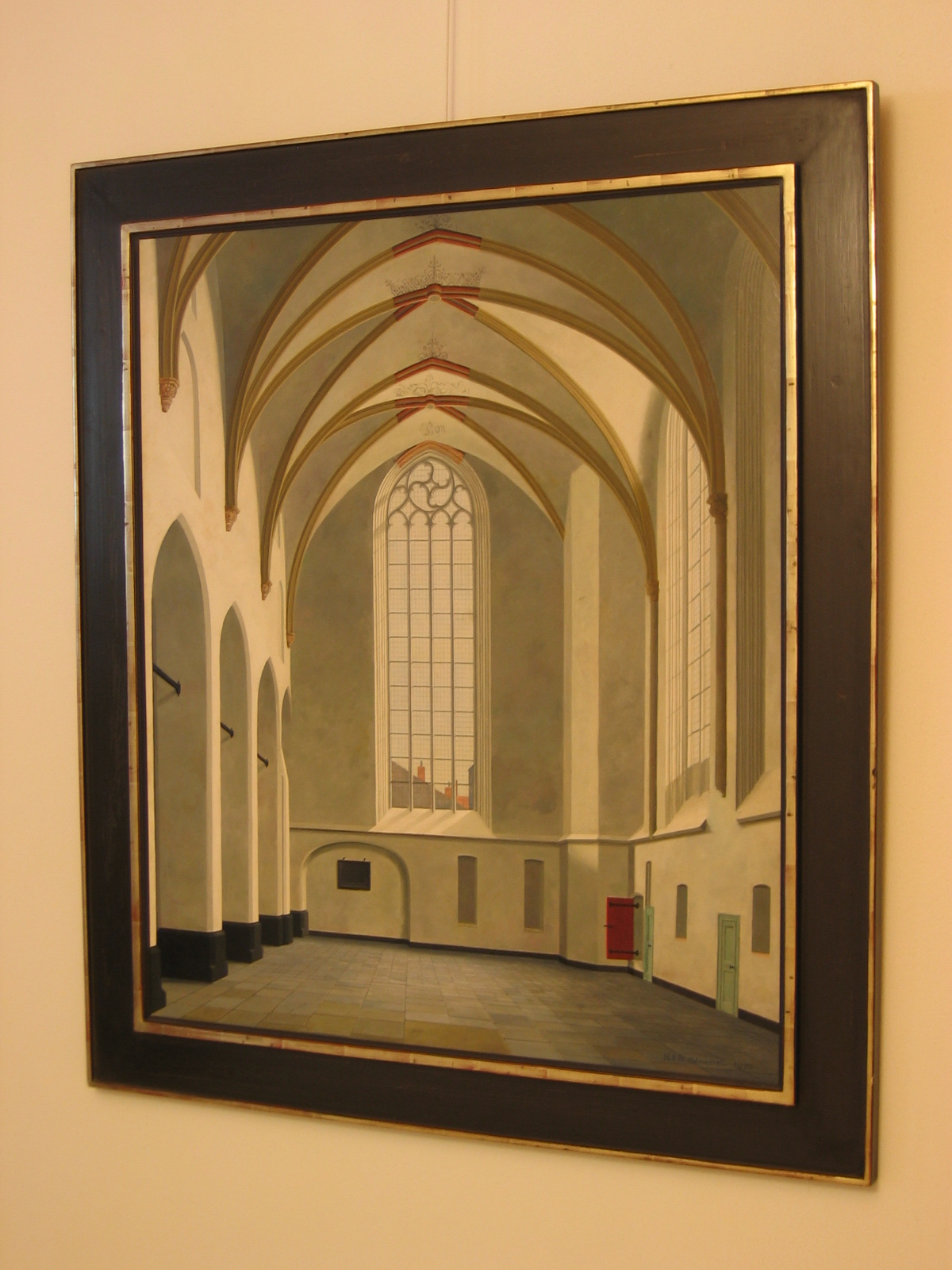